# Limes Saxoniae
Limes Saxoniae (slovensko Meja Saške), znana tudi kot Limes Saxonicus ali Sachsenwall (Saški okop), je bila neutrjena meja med Sasi in slovanskimi Obodriti, vzpostavljena  okoli leta 810 v današnjem Schleswig-Holsteinu. 
Potem ko je Karel Veliki izrinil Sase iz nekaterih njihovih dežel in jih dal svojim zaveznikom Obodritom, mu je v saških vojnah končno uspelo podjarmiti Sase. Leta 811 je bil podpisan Heiligenski mirovni sporazum s sosednjimi Danci. Istočasno je bila morda dogovorjena tudi meja s sosednjimi Slovani na vzhodu.
Meje se ne sme razumeti kot utrjeno črto, temveč kot črto, ki je potakala po sredini mejnega pasu težko prehodnih barij in gostih gozdov. Po opisu Adama iz Bremna v Gesta Hammaburgensis ecclesiae pontificum okoli leta 1075 je potekala od reke Labe v bližini Boizenburga proti severu vzdolž reke Bille do izliva Schwentine v  Baltsko morje v Kielskem fjordu. 
Preko meje so večkrat vdrli Obodriti (leta 983 in 1086)  in poljski vojvoda Mješko II. Lambert (leta 1028 in 1030). Meja Saške je bila ukinjena v prvih fazah prodiranja Germanov proti vzhodu (Ostsiedlung), ko je grof Henrik Badewiški leta 1138/1139 podjarmil Vagre.  Nemški naseljenci, večinoma Sasi, so tamkajšnje slovansko prebivalstvo ponemčili.